# Jonathan Haidt
Jonathan David Haidt (nacido el 19 de octubre de 1963) es un psicólogo social estadounidense, profesor de Liderazgo Ético en la Universidad de Nueva York. Su investigación se centra en la psicología de la moralidad y de las emociones morales.
Haidt estudió en las universidades de Yale y Pennsylvania. Finalizado su doctorado, continuó como investigador en las universidades de Chicago y Orissa (India). Fue profesor en la Universidad de Virginia desde 1995 hasta 2011, y desde 2011, en la Universidad de Nueva York.
Haidt ha escrito tres libros para el público general: La hipótesis de la felicidad (2006) explora la relación entre filosofías antiguas, como el estoicismo y el budismo, y la ciencia moderna. La mente de los justos (2012) argumenta cómo la emoción y la intuición, más que el razonamiento, guían la moral, y por qué distintos grupos políticos tienen concepciones tan diferentes de lo que es correcto e incorrecto. La transformación de la mente moderna (2018), escrito en colaboración con Greg Lukianoff, se ocupa de la polarización política en los campus universitarios y sus efectos en la salud mental.
Haidt ha atraído apoyo y rechazo por sus críticas al estado actual de las universidades y su interpretación de los valores progresistas. La revista Foreign Policy le considera uno de los "principales pensadores globales". Es uno de los investigadores más citados en psicología política y en psicología moral.

## Educación y carrera
Haidt se licenció en filosofía en la Universidad de Yale en 1985 y se doctoró en psicología en la de Pensilvania en 1992. Estudió después psicología de la cultura en la Universidad de Chicago con una beca de postdoctorado, bajo la supervisión de Jonathan Baron y Alan Fiske (en la Universidad de Pensilvania) y del antropólogo cultural Richard Shweder (en la Universidad de Chicago). En 1995, Haidt fue contratado como profesor asistente en la Universidad de Virginia, donde trabajó hasta 2011.
En 1999, Haidt centro su investigación en el nuevo campo de la psicología positiva, investigación que culminaría en la publicación de su libro La hipótesis de la felicidad en 2006. En el libro introdujo la metáfora ampliamente citada de que la mente funciona como un pequeño jinete (razonamiento consciente) cabalgando un elefante muy grande (procesos automáticos e intuitivos). 
En 2004, Haidt comenzó a aplicar la psicología moral al estudio de la política, investigando los fundamentos psicológicos de las ideologías. Este trabajo llevó a la publicación en 2012 de La mente de los justos.
En 2011, Haidt se mudó a la Escuela de Negocios Stern de la Universidad de Nueva York. En 2013, cofundó Ethical Systems, una asociación sin ánimo de lucro con el fin de facilitar a las empresas la investigación académica sobre ética. En 2015, Haidt cofundó la Heterodox Academy, otra organización sin ánimo de lucro que trabaja para ampliar la diversidad de puntos de vista, y fomentar la comprensión mutua y el desacuerdo productivo. En 2018, Haidt coeditó una edición ilustrada de On Liberty de John Stuart Mill, titulada All Minus One (2018, coeditado con Richard Reeves, ilustrado por Dave Cicirelli). Ese año  Haidt publica, en colaboración con Greg Lukianoff, La transformación de la mente moderna.
En 2024, Haidt publicó el libro "The Anxious Generation: How the Great Rewiring of Childhood is Causing an Epidemic of Mental Illness". En este libro, Haidt examina los efectos de la tecnología moderna como los teléfonos inteligentes y las redes sociales en la salud mental y el bienestar de los jóvenes. Haidt discute cómo la transición de una infancia basada en el juego a un entorno más orientado a la tecnología ha llevado a un aumento de la ansiedad, la depresión y otros trastornos mentales en los adolescentes. Haidt analiza cómo la falta de tiempo de juego no estructurado y la exposición excesiva a las pantallas han contribuido a estos problemas. También investiga el papel de las redes sociales en intensificar el sentimiento de presión social, comparación e aislamiento entre los jóvenes. Además, Haidt profundiza en el tema de la disforia de género y su posible relación con las tendencias en las redes sociales. Observa que históricamente, las tasas de disforia de género eran más altas entre los hombres asignados al nacer que buscaban cirugía de reasignación de género, pero ha habido un rápido aumento entre las mujeres asignadas al nacer, especialmente entre los adolescentes de la Generación Z, que buscan tratamiento para la disforia de género. Haidt analiza la dinámica compleja de la identidad de género y la influencia de factores sociales y culturales, incluidas las interacciones en línea, en la comprensión y experiencia del género.

## Temas centrales de su investigación
Los estudios de Haidt sobre moralidad han dado pie a publicaciones y avances teóricos en cuatro áreas: 

#### Intuicionismo social
Haidt ha investigado sobre la naturaleza y los mecanismos del juicio moral. En la década de 1990, desarrolló el modelo intuicionista social, que postula que el juicio moral se basa principalmente en procesos automáticos (intuiciones morales) más que en razonamiento consciente. Las personas echan mano del razonamiento en gran parte para encontrar pruebas que apoyen sus intuiciones iniciales. El artículo en el que desarrolló la idea,  "The Emotional Dog and its Rational Tail", se ha citado más de 7.000 veces.

#### Repugnancia moral
Junto con Paul Rozin y Clark McCauley, Haidt desarrolló una Escala de repugnancia, que se ha utilizado ampliamente para medir las diferencias individuales en la sensibilidad al asco. Haidt, Rozin y McCauley han escrito extensamente sobre la psicología de la repugnancia, emoción que comenzó como un guardián de la boca (contra patógenos) para, a través de la evolución biológica y cultural, acabar convirtiéndose en guardián del cuerpo en general y del orden social y moral.

#### Elevación moral
Con Sara Algoe, Haidt ha argumentado que la exposición a historias sobre la belleza moral (lo opuesto a repugnancia moral) genera un conjunto de respuestas que incluyen sentimientos cálidos y amorosos, y producen calma y el deseo de convertirse en mejor persona. Haidt llamó a esta emoción "moral elevation", como homenaje a Thomas Jefferson, quien la describió en detalle en una carta en la que analiza los beneficios de leer gran literatura  Los sentimientos de elevación moral provocan lactancia en las madres que amamantan, lo que sugiere relación con la hormona oxitocina. Existe ya un gran cuerpo de investigación sobre elevación moral y otras emociones relacionadas.

#### Teoría de los fundamentos morales
En 2004, Haidt comenzó a desarrollar el modelo intuicionista social para identificar lo que consideraba como las categorías más importantes de la intuición moral. El resultado fue la teoría de los fundamentos morales, que desarrolló con Craig Joseph y Jesse Graham, y que está basada en parte en los escritos de Richard Shweder. La teoría postula que hay (al menos) seis fundamentos morales innatos, sobre los cuales las culturas desarrollan sus diversas moralidades, al igual que hay cinco receptores de sabor innatos en la lengua, que las culturas han usado para crear cocinas diferentes. Los seis son: cuidado/daño, justicia/engaño, libertad/opresión, lealtad/traición, autoridad/subversión y santidad/degradación. La teoría buscaba como fin el explicar las diferencias interculturales en moralidad, pero Haidt y sus colaboradores en YourMorals.org afirman que funciona también para explicar las diferencias políticas. Según Haidt, los liberales tienden a respaldar principalmente los fundamentos de cuidado e igualdad, mientras que los conservadores tienden a respaldar a los seis fundamentos de manera más equitativa.

## Centrismo político
En el capítulo 8 de La mente de los justos, Haidt indica que comenzó a estudiar psicología política para ayudar al Partido Demócrata de EE UU a ganar elecciones, pero en el capítulo 12 añade que cada uno de los principales grupos políticos, en Estados Unidos conservadores, progresistas y libertarios, tiene ideas valiosas y la buena política surge del concurso de todas esas ideas. Desde 2012, Haidt se ha calificado a sí mismo como centrista político. Haidt promueve varios proyectos para contribuir a cerrar la brecha política y reducir la polarización política en Estados Unidos. En 2007, fundó el sitio web CivilPolitics.org, un centro de información para la investigación sobre civismo político. Es miembro de los consejos asesores de Represent.Us, una organización no partidista contra la corrupción, de Acumen Fund, que invierte en compañías, líderes e ideas para poder cambiar la manera en que se aborda la pobreza; y Better-Angels.org, un grupo bipartidista que busca reducir la polarización política.

## Crítica
En el capítulo 9 de La hipótesis de la felicidad, Haidt investiga el papel de la religión en la sociedad y concluye que la comunidad científica debe reconocer los orígenes evolutivos de la religiosidad y aceptar sus beneficios potenciales. Otros científicos y filósofos no comparten la opinión generalmente positiva de Haidt sobre la religiosidad, como se muestra en un debate en línea patrocinado por el sitio web Edge.
El periodista Chris Hedges en una reseña de La mente de los justos, acusó a Haidt de apoyar el "darwinismo social". En su respuesta, Haidt alegó que Hedges no comprendió bien su argumento y se apoyó en citas que le atribuyó de manera inapropiada.

## Libros

### Autor
- 2006: La hipótesis de la felicidad. La búsqueda de verdades modernas en la sabiduría antigua (The Happiness Hypothesis: Finding Modern Truth in Ancient Wisdom). Basic Books. ISBN 978-0-465-02802-3. En español: Gedisa. ISBN 84-9784-152-2.
- 2012: La mente de los justos. Por qué la política y la religión dividen a la gente sensata (The Righteous Mind: Why Good People Are Divided by Politics and Religion). Pantheon. ISBN 978-0-307-37790-6. En español: Deusto (España) y Ariel (Colombia).
- 2018: La transformación de la mente moderna. Cómo las buenas intenciones y las malas ideas están condenando a una generación al fracaso (The Coddling of the American Mind: How Good Intentions and Bad Ideas Are Setting Up a Generation for Failure). Coescrito con Greg Lukianoff. New York City: Penguin Press. ISBN 978-0-73522489-6. OCLC 1007552624. En español: Deusto (España) y Ariel (Colombia).
- 2024: La generación ansiosa. Por qué las redes sociales están causando una epidemia de enfermedades mentales entre nuestros jóvenes (The Anxious Generation: How the Great Rewiring of Childhood is Causing an Epidemic of Mental Illness). New York City: Penguin Press. ISBN 978-0-593655030. En español: Paidós (México y Colombia) y Deusto (España y Chile).

### Editor
- 2002: Flourishing: Positive Psychology and the Life Well Lived. Coeditado con Corey L. M. Keyes. Washington D. C.: American Psychological Association. ISBN 978-1-55798-930-7.
- 2018: All Minus One: John Stuart Mill’s Ideas on Free Speech Illustrated. Coeditado con Richard V. Reeves. New York: Heterodox Academy. ISBN 978-0-69206831-1. OCLC 1038535520.